# Garai István
Garai István (Nagyölved, 1915. szeptember 12. – Budapest, 2008. október 25.) tanár, költő.

## Élete
1915. szeptember 12-én született a Garam és Ipolymenti Nagyölved községben, a Felvidéken. Gimnáziumi éveit Érsekújvárban, egyetemi tanulmányait először Pozsonyban, a Komenský Egyetemen, majd 1938-tól, az északi területrészek visszacsatolása után, Budapesten, a Pázmány Péter Katolikus Egyetemen végezte. 1941-ben kapta kézhez magyar-szlovák szakos tanári diplomáját. Tanított Dunaszerdahelyen, Ipolyságon, majd a délvidéki Bács-Petrőcön, és Békéscsabán.
1947-ben Békéscsabán kötött házasságot, amelyből egy fia született. 1948-ban „Mesekirály” című kötete miatt elítélték, és két évet Szegeden, a Csillagbörtönben töltött. Szabadulása után megözvegyült, s Kőszegre, majd Esztergomba, végül 1954-ben Siófokra került. Itt újra megnősült, s ebből a házasságából egy fia és két lánya született.
Kezdetben kályhafűtőként, dekádelszámolóként és bérelszámolóként dolgozott, egészen 1964-es rehabilitálásáig. Ekkor térhetett vissza a katedrához. A siófoki Perczel Mór Gimnázium magyar-latin szakos tanára lett egészen 1977-es nyugdíjba vonulásáig. 1984-ben költözött családjával Budapestre, ahol 2008. október 25-én bekövetkezett haláláig élt és alkotott.

## Munkássága
Első versei tizenhét éves korában jelentek meg, s tizenkilenc évesen már ismert költő volt a Felvidéken. Versei mellett kritikákat, karcolatokat és különféle témájú cikkeket is írt. Első kötetét 1944-ben, Bács-Petrőcön jelentette meg, Kibontakozás címmel. Még ugyanebben az évben, újabb három kötete jelent meg Életem huszadik őszén, a Májusi eső és A nyugatra szálló fellegekhez című. Ez utóbbi kötetét az újvidéki ügyészség erőteljes háborúellenes hangja miatt elkobozta. Mindezek ellenére ekkor még úgy tűnt, hogy pályája felfelé ívelőben van. Ennek bizonyítéka, hogy 1946-ban Csordulatig, 1947-ben Lángoló erdők, s 1948-ban, a már említett Mesekirály címmel újabb kötetei láttak napvilágot. Ez utolsó azonban, amelyik a határon túli magyarság védelmében készült, jó időre elvágott körülötte minden lehetőséget. 1949 és 1958 között egyetlen verse sem jelenhetett meg. 
Újabb kötettel csak 1970-ben állhatott elő Siófokon. Ez a Pannonia ékkövénél címet viseli. Az alcímben egyfajta „balatoni kalendárium”-ként aposztrofálta az összeállítást.
Saját bevallása szerint legtermékenyebb időszaka kezdődött ekkor. Ezt bizonyítja az a további 30 kötet (!) is, amely ez után jelent meg. Természetesen a hosszú és kényszerű hallgatás időszaka nem telt tétlenül, s ennek köszönhető ez a gazdag termés. Garai egyébként is „könnyű-tollú” költő volt a szónak abban az értelmében, hogy a legnehezebb témákról is könnyedén „kanyarintott” néhány strófát.
A Balatonhoz való kötődése mindvégig megmaradt. Ezt mintázza az évekkel a Budapestre költözés után megjelent Májusi dal Anakreonnal c. kötete (1992) is, amely szintén balatoni témájú verseket tartalmaz.
Költészetében a szerelem, a barátság, és a természet szépségei mellett, mindig nagy hangsúlyt kapott a költői hivatástudat, valamint a magyarság sorsáért érzett felelősségvállalás. A szülőföld mint állandó élményanyag van jelen, de írt a Pannon-tájról, börtönéveiről, az 1956-os forradalomról is verseket, sőt próbálkozott képversekkel és szabadversekkel is. Egyéniségének egyedi hangját azonban latin versei adták meg, ebben csúcsosodott ki kivételes látás- és kifejezésmódja. Bár több latin nyelvű verse jelent már meg az évek során, tényleges feltűnést az 1970-ben, a franciaországi Vita Latina című folyóiratban egyszerre megjelent négy verse keltett. Innentől kezdve gyakorlatilag folyamatosan közölték különféle latin nyelvű folyóiratok a verseit, mint a már említett Vita Latina, a Vox Latina, a Memento Audere Semper, illetőleg a Latinitas.
Sorra jelentek meg bilingvis kötetei, s az értő kritikák külföldi és hazai lapokban egyaránt. Az igazi nagy áttörés azonban sohasem következett be. Mind a siófoki „végeken”, mind budapesti otthonában társtalan, s elhallgatott maradt élete végéig.

## Elismerései
Költői pályájának megkoronázásaként 1975-ben, a Petrarca Tanulmányok és a Petrarca Irodalmi Díjak Nemzetközi Központja, elismerő oklevéllel, 1978-ban pedig a Petrarca-díj ezüst babérkoszorújával tüntette ki. Tevékenységéért Rómából elismerő diplomát kapott.
1997-ben szülőfaluja, Nagyölved díszpolgárává választotta.

## Hatása
Fordításai közül egy Baudelaire vers a gimnáziumok III. osztályos latin nyelvkönyvébe is bekerült 1981-ben. A IV. osztályosban pedig két saját versét lehetett olvasni latinul és magyarul is.

## Önálló kötetei
- Kibontakozás. Bács-Petrőc, 1944

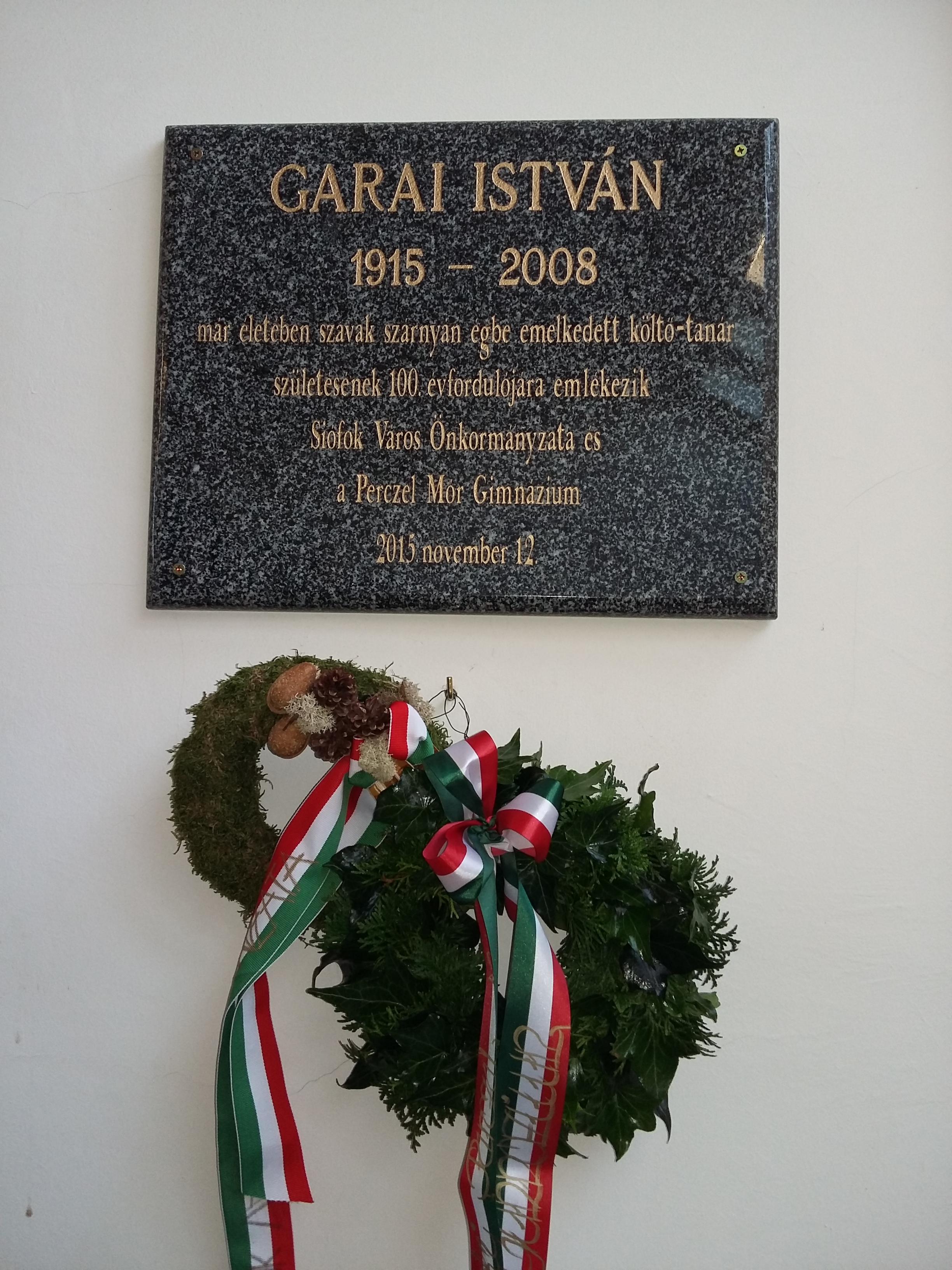
Garai István emléktáblája a siófoki Perczel Mór Gimnáziumban

- Életem huszadik őszén. Budapest – Bács-Petrőc, 1944
- Májusi eső. Budapest – Bács-Petrőc, 1944
- A nyugatra szálló fellegekhez. Budapest – Bács-Petrőc, 1944.[1]
- Csordulatig. Békéscsaba, 1946
- Lángoló erdők. Békéscsaba, 1947
- Mesekirály. Békéscsaba, 1948.[2]
- Pannonia ékkövénél. Balatoni kalendárium. Siófok, 1970
- A nyugatra szálló fellegekhez. 2. kiadás. Siófok, 1971.[3]
- A Szabadság Harmóniája. Siófok, 1971[3]
- Vaskoszorú. Siófok, 1972.[3]
- Szépszavú elődeim. Siófok, 1975[3]
- Miserere. Budapest, 1975
- Euterpé védelmében. Budapest, 1977
- Az Ízisz-emlők himnuszából. Budapest, 1977
- Pectore forti. Elszánt szívvel. Siófok, 1980 (Bilingvis)
- Bakonyi zászlóalj. Budapest, 1980
- Caerculeo sub divo Pannoniae Italiaeque. Rómadicsérő, Budapest, 1984 (Bilingvis)
- Végvári gyaloghadnagy. Budapest, 1987
- Ditirambus a mustármagról. Budapest, 1988
- Filia Mursellae. Mursella lánya. Budapest, 1990 (Bilingvis)
- Vasrács és boltív. Budapest, 1990
- Duna-völgyi jeremiád. Budapest, 1991
- Tiszta lelkek zendülése. Budapest, 1992
- A szülőföld zsoltára. Budapest, 1992.
- Májusi dal Anakreonnal. Budapest, 1992.
- Pompéji katona. Budapest, 1994
- Ignavia propraetorum. A helytartók gyávasága. Budapest, 1994 (Bilingvis)
- Erkélyközi tárgyalások. 1994
- Ébressz kürtös virradatkor. Budapest, 1995
- Kankalin tűzesőben. Budapest, 1995
- Léted irgalmas kelyhe. Budapest, 1995
- Hazai Rodostó. Budapest, 1995
- A lélek őrtüzeivel. Budapest, 1996
- Sebet kapott a Föld szíve. Budapest, 1996
- A száműzött krónikás. Budapest, 1997
- Lángja kicsi mécseseknek. Flammae parvae lucernarum. Budapest, 1998 (Bilingvis)
- Vígasztaló enyéimnek. Budapest, 2000
- A jó pásztor nyugvóra tér. Budapest, 2001

## További irodalom
- Bartusz-Dobosi László: A sáncokon kívül. Szubjektív monográfia Garai Istvánról. Berzsenyi Társaság, Kaposvár, 2015. ISBN 978 963 8440 37 2
- Sarusi Mihály: Garai István: két év börtön a Mesekirályért. Életünk, 2006/4. 74‒78. https://library.hungaricana.hu/en/view/Eletunk_2006/?query=Sarusi%20Mih%C3%A1ly&pg=383&layout=s